# Donbakī
Donbakī (persiska: دنبکی) är en ort i Iran.   Den ligger i provinsen Västazarbaijan, i den nordvästra delen av landet, 700 km nordväst om huvudstaden Teheran. Donbakī ligger 1 925 meter över havet och antalet invånare är 175.
Terrängen runt Donbakī är kuperad, och sluttar söderut. Runt Donbakī är det ganska tätbefolkat, med 75 invånare per kvadratkilometer. Närmaste större samhälle är Kāpūt, 12,0 km väster om Donbakī. Trakten runt Donbakī består i huvudsak av gräsmarker.